# 크리스티아노 차네티
크리스티아노 차네티(이탈리아어: Cristiano Zanetti, 1977년 4월 14일 ~ )는 미드필더로 뛰었던 전직 축구 선수이다. 차네티는 패스 능력과 중원에서 장악력이 뛰어난 수비형 미드필더로 묘사된다.

## 클럽 경력

### 초기 경력
21세에 인테르나치오날레에 입단하기전에 피오렌티나 (1993–96), 베네치아 (1996–97), 레자나 (1997–98)에서 뛰었다.
차네티는 모하메드 칼론과 함께 칼리아리에 입단하기 전에 1998년 8월 26일 스콘토 FC를 상대로 인테르나치오날레 데뷔전을 치렀다.

### 로마
1999년 여름, 그는 7억 리라에 공동 소유계약으로 로마와 계약하였다. 그는 2000-2001 시즌 팀에 있는 동안 스쿠데토를 차지하였다.

### 인테르나치오날레
2001년 6월, 차네티는 인테르나치오날레에 재입단하게 되었다. 인테르나치오날레는 차네티를 다시 사오는데 10억 리라를 지불하였다.

### 유벤투스
차네티는 2006년에 자유 계약으로 유벤투스에 입단하였지만, 승부조작 논란으로 인하여 팀은 급작스럽게 강등되고 말았다. 차네티는 루차노 모지가 5년 동안 자격 정지를 당하기 이전 유벤투스의 단장으로 있던 동안 영입한 선수였다. 차네티는 2007년 유벤투스와 함께 세리에 B 우승 타이틀을 차지하였고 2008년에 UEFA 챔피언스리그로 돌아갔다.

### 피오렌티나
차네티는 2009년 8월 10일 처음으로 피오렌티나와 계약을 맺었다. 그의 계약은 2년 계약+1년 연장 계약 조건이였다. 그는 마르코 마르키오니 이후로 2009-10 시즌 유벤투스에서 피오렌티나로 이적한 두 번째 선수였다. 차네티는 2백만 유로의 몸값에 책정되었고, 펠리피 멜루의 이적료에서 공제되었다. 그는 2009년 10월 29일 UEFA 챔피언스리그 조별 예선전 리버풀을 상대로 피오렌티나 데뷔전을 치렀다. 그는 팀의 첫 골인 젊은 몬테네그로 출신의 선수 스테반 요베티치의 골을 어시스트하였다. 피오렌티나는 그 경기에서 2-0 승리를 거뒀다.

### 브레시아
2011년 1월 31일, 차네티는 브레시아와 2년 계약을 맺었다.

## 국가대표팀 경력
차네티는 이탈리아 축구 국가대표팀의 일원으로서 2002년 FIFA 월드컵과 UEFA 유로 2004에 참가하였고 17경기에 출전하여 1골을 넣었다.